# Tabula Cortonensis

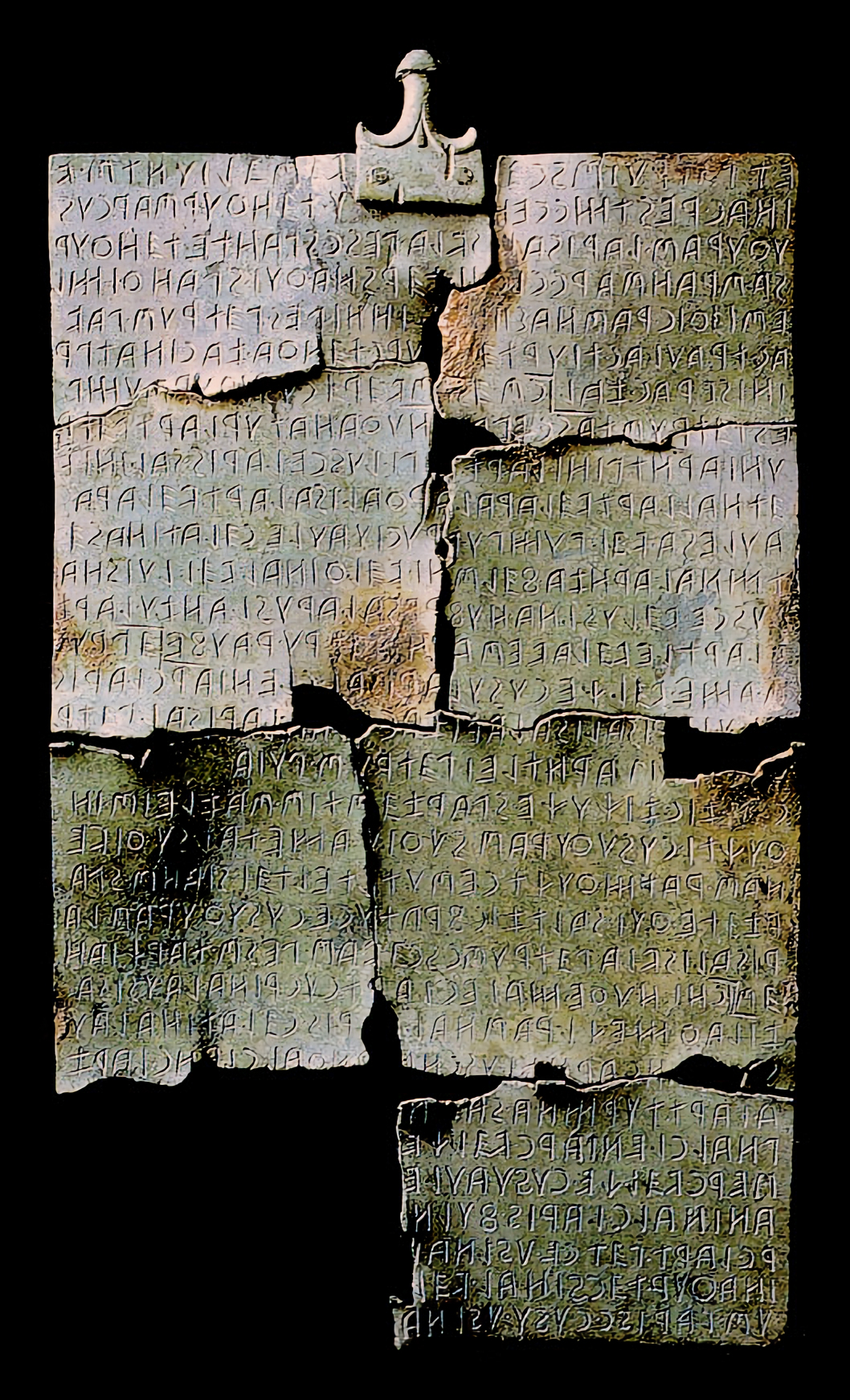
Tabula Cortonensis

Die Tabula Cortonensis (Tafel von Cortona) ist etwa 2300 Jahre alt und „eines der wichtigsten schriftlichen Dokumente der antiken Welt“. Es handelt sich um die drittlängste bisher gefundene etruskische Inschrift mit einer Länge von 32 Zeilen. Sie wurde 1992 entdeckt, aber erst 1999 der Öffentlichkeit zugänglich gemacht. Die Bronzetafel in Briefpapiergröße hatte ein unbekannter Sammler vor Jahren der Polizei in der mittelitalienischen Stadt Cortona übergeben. 
Heute ist der Text teilweise entziffert. Demnach handelt es sich um einen Vertrag zwischen zwei mächtigen Familienclans aus Cortona. Durch das Dokument werden – nach pontifikalem Recht – Kulturflächen auf mindestens 20 Erben aufgeteilt (es ist von keinem Kauf- oder Pachtvertrag die Rede). Konkreter umrissen wird darin nur der Altenteil für die Familienhäupter Cusu und Sceva. Die Wahrung ihres Teils an Grundbesitz (einschließlich ihrer Kontrolle) wird vorrangig geistlichen Würdenträgern (dem zilaθ meχl rasnal (Pontifex maximus) sowie dem Vorsteher des 2-Götter-Tempels am Trasimenischen See) anvertraut.
Die Tafel von Cortona hat es ermöglicht, die Deutung des Wortes sian (als Synonym für eiti = Haus) zu präzisieren. Auch einige Berufsbezeichnungen wie pava und traula lassen sich nun mit größerer Sicherheit deuten. Im vorliegenden Teil des Dokuments ist die Zerstückelung in acht Teile, von denen bislang sieben wiedergefunden wurden, sowie deren Aufbewahrung an heiligen Stätten vorgeschrieben (gemäß Ritus).

## Text

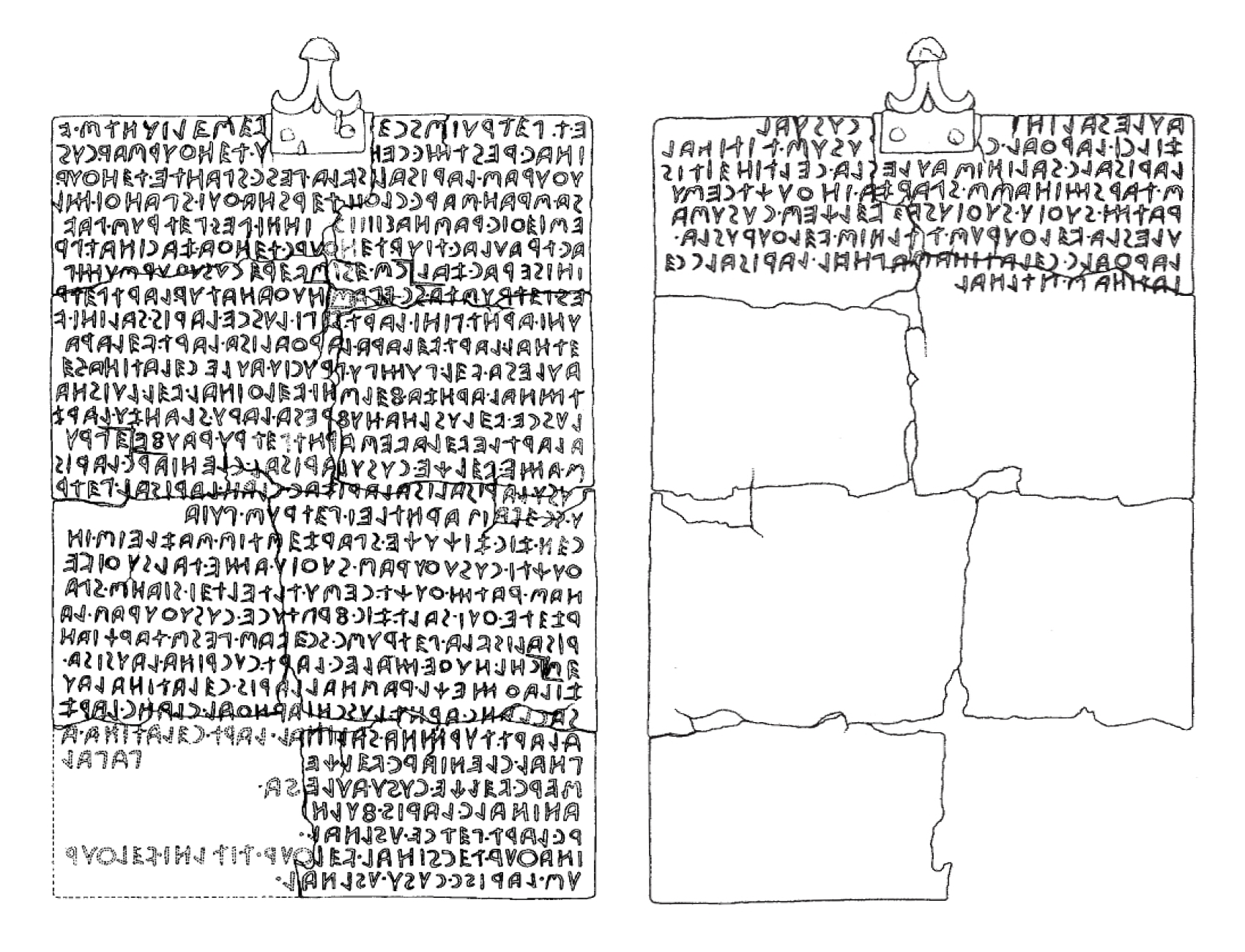
Zeichnung der Vorder- und Rückseite der Tafel

Vorderseite
01: et . pɜtruiś . scɜvɜś . ɜliuntś .
02: vinac(Latin.vinaceus.pertaining to wine) . restmc . cenu . tɜnθur . śar .
03: cusuθuraś . larisalisvla . pesc . spante . tɜnθur .
04: sa . śran . ś arc . clθii . tɜrsna . θui . spanθi . ml
05: ɜśieθic . raśnas IIIIC inni . pes . pɜtruś . pav
06: ac . trau lac . tiur . tɜn[θ]urs . tɜnθa[ś] . za cina tpr
07: iniserac . zal[six] \\ cś . ɜsiś vere cusuθurśum .
08: pes . pɜtruśta . scɜv[aś] \\ nu θana tur . lart pɜtr
09: uni(Juno) . arnt . pini  . lart . [v]ipi . lusce . laris. salini .v
10: vɜtnal . lart . vɜlara . larθal'isa  . lart vɜlara.
11: aulesa . vɜl . pumpu[pomponius] . pruciu . aule cɜl atina . sɜ
12: tmnal . arnza . fɜlśni . vɜlθinal . vɜl . luisna
13: lusce . vɜl uslna . nufresa . laru . slanzu . larz
14: a lartle vɜlaveś arnt . pɜtru . ra ufe \\ ɜpru
15: ś . ame . vɜlχe. cusu larisal . cleniarc . laris
16: cusu . larisalisa larizac clan . larisal . pɜtr
17: uni[Juno] . scɜ[va]ś arntlei . pɜtruś . puia
18: cen . zic . ziχuχe . spa-rzɜ-śtiś śazleiś in
19: θuχti . cusuθuraś . suθiu . ame . tal suθive
20: naś . rat-m . θuχt . ceśu . tlt eltɜi . sianś .
21: spa-rzɜ-te . θui . saltzic . fratuce . cusuθuraś .
22: larisalisvla . pɜtruśc . scɜvaś . pesś . tarχ ian
23: eś \\ cnl . nuθe . mal ec . lart . cucrina . lausisa .
24: zilaθ meχ l.raśnal .[la]ris . cɜl atina lau
25: sa  clanc . arnt luscni [a]rnθal . clanc . larz
26: a . lart . turmna . salin[ial . larθ cɜl atina . a]
27: pnal . cleniarc . vɜlχe[ś][...][papal]
28: śerc . vɜlχe . cusu . aule[sa][...]
29: aninalc . laris . fuln[folnius][clenia]
30: rc . lart . pɜtce . uslnal[...][cucrina]
31: inaθur . tɜcsinal . vɜl[...]
32: uś . larisc . cus . uslna[l][...]
Rückseite
33: aule . salini . cusual
34: zilci . larθal . cusuś . titinal
35: larisalc . salini'ś . aulesla . celti nɜitis
36: ś . tar  sminaśś . spa rz a in θuχt ceśa .
37: rat-m . suθiu . suθiusa . vɜlχeś . cusuśa
38: ulesla . vɜlθuruś . t[.]lniś . vɜlθurusla .
39: larθalc . cɜl atina ś . vetnal . larisalc .
40: cɜl atina ś . pitlnal